# Картофель Анна
Картофель Анна (фр. Pommes Anna) — классическое французское блюдо. Cлоёный картофель, приготовленный в очень большом количестве топлёного сливочного масла.

## Ингредиенты
Картофель, сливочное масло, соль, молотый перец.

## Рецепт
В состав блюда входят картофель и сливочное масло. Картофель очищают и нарезают очень тонкими ломтиками, затем солят и перчат. Подготовленные ломтики кладутся на сковороду, густо поливаются топлёным маслом и запекаются/жарятся до тех пор, пока не образуется корочка. Масло, придающее блюду сливочный вкус, в процессе запекания карамелизуется и образует корочку. Картофель переворачивают каждые 10 минут, пока корочки снаружи не станут золотистыми и хрустящими.
После жарки картофельные ломтики раскладывают на тарелке слоями в форме пирога диаметром от 6 до 8 дюймов (15—20 см) и высотой около 2 дюймов (5,1 см). Блюдо разрезается на клиновидные кусочки и тотчас же подаётся к столу, обычно с жареным мясом.
Для приготовления блюда во Франции выпускается специальная круглая форма из меди под названием la cocotte à pommes Anna. Форма состоит из верхней и нижней частей, которые вставляются друг в друга так, что всю конструкцию с содержимым можно перевернуть во время приготовления. Блюдо готовится около 60-и минут.
Считается, что блюдо «Картофель Анна» было создано во времена Наполеона III шеф-поваром Адольфом Дюглере, учеником Карема, когда Дюглере был шеф-поваром в «Кафе Англе», ведущем парижском ресторане XIX века. По общему мнению, блюдо названо в честь знаменитой куртизанки Второй империи Анны Делион (Anna Deslions). По другим сведениям, блюдо могло быть названо в честь актрисы Dame Judic (настоящее имя — Анна Дамиана).
Название «Анна» имеют также несколько культурных сортов картофеля.